# Björlanda
Björlanda è un'area urbana della Svezia situata nel comune di Göteborg, contea di Västra Götaland.
La popolazione rilevata nel censimento 2010 era di 608 abitanti .